# Linx del Caucas
El linx del Caucas (Lynx lynx dinniki), també conegut com linx caucàsic o linx de l'est, és una subespècie del linx nòrdic originària del Caucas, l'Iran, Turquia i la Rússia europea. El 2015 es va considerar catalogar com a Vulnerable el linx del Caucas a l'Iran.